# 雅克·費代爾
雅克·費代爾（Jacques Feyder，1885年7月21日—1948年5月24日），比利時演員、編劇和導演。雅克·費代爾主要在法國工作，同時也出現在美國、英國和德國。雅克·費代爾是1920年代法國無聲電影的領先者，在1920年代成爲法國電影界詩意現實主義的代名詞。雅克·費代爾於1928年加入法國國籍。

## 生涯
雅克·費代爾出生於比利時伊克塞勒， 在讷韦尔École régimentaire接受教育，並註定了其軍事生涯。但在25歲時，他前往巴黎學習表演藝術。首先在舞台然後在電影中表演，並更名爲雅克·費代爾。隨後加入了高蒙電影公司，並於1914年成為加斯东·拉威尔的副導演。雅克·費代爾自1916年開始爲高蒙電影執導，但其職業生涯於1917 – 1919年因服役比利時軍隊而中斷。

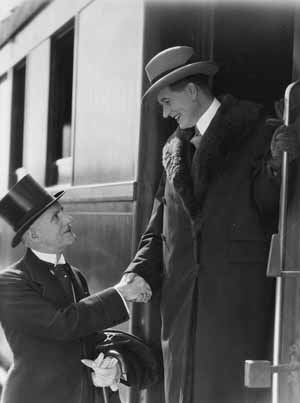
亨利·魯塞爾和阿尔贝·普雷让 （右）在《Les Nouveaux Messieurs》（1929年）中。

戰後，雅克·費代爾重新回到電影事業中，並很快被譽爲法國電影界最具創新性的導演。其最先贏得公衆和批評家關注的兩部作品是《亞特蘭提斯》（1921，改編自皮埃爾·伯努瓦的小說《亞特蘭提斯》）和《Crainquebille》（1922，改編自阿納托爾·法郎士的同名小說）。之後他導演了《Visages d'enfants》（1923年拍摄，1925年上映）並成爲其最經典的個人代表作。這之後維也納的維塔電影聘他爲藝術總監，並簽訂了三個電影的合同。但在其製作了L'Image (Das Bildnis) (1923)之後公司便倒閉，於是雅克·費代爾又重返巴黎。 此後他又以 Gribiche (1926) 和Carmen (1926)及Thérèse Raquin (1928)的文學改編重出江湖。此外他還參演了其他導演執導的電影，比如) Julien Duvivier 的 Poil de carotte (1925) 和 Jean Grémillon 的Gardiens de phare (1929) 。雅克·費代爾在法國的最後一部無聲電影是 Les Nouveaux Messieurs， 一部時下政治諷刺劇，並在法國引來了以「侮辱議會和部長們的尊嚴」爲由的禁封呼籲。

## 外部連結
- 雅克·費代爾在互联网电影资料库（IMDb）上的資料（英文）